# الکس رید (بازیگر)
الکس رید (انگلیسی: Alex Reid؛ زادهٔ ۲۳ دسامبر ۱۹۸۰) هنرپیشه اهل بریتانیا است.
از فیلم‌ها یا برنامه‌های تلویزیونی که وی در آن نقش داشته‌است می‌توان به طبیعت وحش، عنکبوتیان، نزول، نزول قسمت ۲، شاهدخت و نیروی نهایی اشاره کرد.